# Newton Faulkner
Sam Newton Battenberg Faulkner (ur. 11 stycznia 1985 w Reigate, Surrey, Anglia) − brytyjski muzyk, znany z charakterystycznego stylu gry na gitarze, który wiąże się z perkusyjnym użyciem pudła rezonansowego, a także rzadkimi technikami kostkowania.

## Dyskografia
| Rok                            | Album                                                            | Pozycja na liście | Pozycja na liście | Pozycja na liście | Pozycja na liście | Pozycja na liście | Pozycja na liście | Certyfikaty                                     |
| Rok                            | Album                                                            | UK                | AUS               | GER               | IRE               | NZ                | SWI               | Certyfikaty                                     |
| ------------------------------ | ---------------------------------------------------------------- | ----------------- | ----------------- | ----------------- | ----------------- | ----------------- | ----------------- | ----------------------------------------------- |
| 2007                           | Hand Built by Robots - Data: 27 lipca 2007 - Wydawca: Ugly Truth | 1                 | 5                 | 50                | 10                | 31                | 96                | - UK: 2x platynowa płyta - AUS: platynowa płyta |
| 2009                           | Rebuilt by Humans - Data: 28 września 2009 - Wydawca: Ugly Truth | 3                 | 5                 | —                 | 18                | —                 | —                 | - UK: złota płyta                               |
| 2012                           | Write It On Your Skin - Data: 9 lipca 2012 - Wydawca: Ugly Truth | 1                 | 32                | —                 | 25                | —                 | —                 |                                                 |
| 2013                           | Studio Zoo - Data: 26 sierpnia 2013 - Wydawca: Ugly Truth        | 10                | —                 | —                 | 51                | —                 | —                 |                                                 |
| "—" pozycja nie była notowana. |                                                                  |                   |                   |                   |                   |                   |                   |                                                 |